# لیودمیلا والینسکایا
لیودمیلا آلکسیوونا والینسکایا (روسی: Людмила Алексеевна Волынская؛ ‏ ۲۰ دسامبر ۱۹۰۴–۱۷ نوامبر ۱۹۷۸) بازیگر اهل اتحاد جماهیر شوروی سوسیالیستی بود.
از فیلم‌ هایی که وی در آن‌ها نقش داشته‌است ، می‌توان به فردا، در سوم آوریل…، کمیسر، سایه و دوبروفسکی اشاره کرد.